# بولتن
بولتن (بالإنجليزية: Bolton)‏ هي مدينة كبيرة في مانشستر الكبرى في شمال غرب إنجلترا، تاريخيًا وتقليديًا جزء من لانكشاير. كانت بولتون بلدة مطحنة سابقة، مركزًا لإنتاج المنسوجات منذ استقر النساجون الفلمنكي في المنطقة في القرن الرابع عشر، حيث أدخلوا تقاليد الصوف والقطن. تزامن التوسع الحضري للمدينة وتطورها إلى حد كبير مع إدخال صناعة المنسوجات أثناء الثورة الصناعية. كان بولتون من القرن التاسع عشر بومتاون، وفي ذروته في عام 1929 مطحنة القطن وأعمال التبييض والصباغة؛ واحدة من أكبر مراكز غزل القطن في العالم. انخفضت صناعة القطن البريطانية بشكل حاد بعد الحرب العالمية الأولى، وبحلول الثمانينيات، توقفت صناعة القطن تقريبًا في بولتون.
بالقرب من ويست بينين مورس يقع بولتون على بعد 10 ميل (16 كـم) شمال غرب مانشستر. وهي محاطة بالعديد من البلدات والقرى المجاورة التي تشكل معًا متروبوليتان بورو بولتون، والتي يعد بولتون المركز الإداري لها. يبلغ عدد سكان مدينة بولتون 139403 نسمة، بينما يبلغ عدد سكان الحي الحضري الأوسع 262400 نسمة. نشأت بولتون كمستوطنة صغيرة في المستنقعات المعروفة باسم بولتون لو مور. في الحرب الأهلية الإنجليزية، كانت المدينة موقعًا برلمانيًا في منطقة قوية  ملكي، ونتيجة لذلك، تم اقتحامها من قبل 3000 جندي ملكي بقيادة الأمير روبرت في عام 1644. فيما أصبح يُعرف بـ مذبحة بولتون، قُتل 1600 شخص وأُسر 700 شخص.
بولتون واندررز يلعب نادي كرة القدم المباريات على أرضه في ملعب جامعة بولتون و WBA World light- بطل وزن الوسط أمير خان ولد في المدينة. تشمل الاهتمامات الثقافية مسرح أوكتاجون ومتحف بولتون ومعرض الفنون، بالإضافة إلى واحدة من أقدم المكتبات العامة التي تم إنشاؤها بعد قانون المكتبات العامة 1850.

## التاريخ

### أصل الأسم
هو اسم إنجليزي شمالي شائع مشتق من اللغة الإنجليزية القديمة كلاهما تون، مما يعني تسوية مع مسكن. يعود أول استخدام مسجل للاسم، في شكل بويلتون، إلى عام 1185 لوصف بولتون لو مورز، على الرغم من أن هذا قد لا يكون مرتبطًا بالمسكن. تم تسجيله باسم بوثيلتون عام 1212، وبوتيلتون عام 1257، وبويلتون عام 1288، وبولتون بعد عام 1307. الأشكال اللاحقة من بوثيلتون كانت بودلتون، بوثيلتون لو مورز، بولتون، بولتون، بولتون سوبر موراس، بولتون إن إي مورس، بولتون لو مورز. يعني شعار البلدة «سوبرا موراس» «التغلب على الصعوبات» (أو «التأخير»)، وهو عبارة عن تورية في نسخة بولتون سوبر موراس من الاسم الذي يعني حرفياً «بولتون على المستنقعات».يشار إلى الاسم نفسه في شارة مجلس بولتون متروبوليتان بورو باستخدام شكل من أشكال التورية المرئية، ريبوس، في الجمع بين زخارف السهم لـ «الترباس» والتاج الشاعري لـ «تون»، المصطلح للنقطة المرتفعة المركزية في موقف دفاعي هو اسم لاحقة بولتون.

### المبكر للحرب الأهلية
هناك دليل على وجود الإنسان في المستنقعات المحيطة ببولتون منذ الجزء الأول من العصر البرونزي، بما في ذلك دائرة حجرية على شيثام كلوز فوق إجيرتون، وينتر هيل (شمال غرب إنجلترا).وتلال دفن العصر البرونزي في وينتر هيل. تم التنقيب عن تل من العصر البرونزي في العصر الفيكتوري خارج هولغ هول. بنى الرومان طرقًا من مانشستر إلى ريبشيستر إلى الشرق وطريقًا على طول ما يعرف الآن باسم A6 إلى الغرب. يُزعم أن اجريكولا بنى حصنًا في بلاكرود من خلال تطهير الأرض فوق الغابة. يوجد دليل على وجود مستوطنة سكسونية في شكل أشياء دينية تم العثور عليها عند بناء كنيسة الرعية الفيكتورية.
في عام 1067، كان جريت بولتون ملكًا لروجر دي بواتو وبعد 1100، كان ملكًا لروجر دي ميريشي. أصبحت ملكًا لعائلة بيلكينجتونس الذين فقدوها في الحرب الأهلية، وبعد ذلك أصبحوا ملكًا لعائلة ستانلي التي أصبحت إيرل ديربي. كان جريت بولتون وليتل بولتون جزءًا من رسوم مارسي، في عام 1212 احتفظ روجر دي بولتون ليتل بولتون كأرض محراث، من خلال خدمة الجزء الثاني عشر من رسوم الفارس إلى راندل دي مارسي. كنيسة الرعية في بولتون لها أساس مبكر على الرغم من أن التاريخ الدقيق غير معروف؛ تم منحه من قبل سيد القصر إلى شرائع جيلبرتين لماترسي بريوري في نوتنغهامشير، التي أسسها روجر دي مارسي.
أيها العجوز مان والمنجل تم منح ميثاق إقامة سوق في تشيرشجيت في 14 ديسمبر 1251 من قبل الملك هنري الثالث ملك إنجلترا. أصبحت بولتون مدينة سوق وبلدة بموجب ميثاق من إيرل ديربي، ويليام دي فيرير، في 14 يناير 1253، واستمر السوق حتى القرن الثامن عشر. تم وضع قطع أراضي بورغاج في تشيرشجيت ودينزجيت في وسط المدينة التي تعود للقرون الوسطى بالقرب من منزل يي أولد مان وسكايث العام، الذي يعود تاريخه إلى عام 1251، والذي يقع اليوم. في عام 1337 استقر النساجون الفلمنكيون وأدخلوا صناعة الأقمشة الصوفية. استقر هنا في القرن السابع عشر المزيد من النساجين الفلمنكيين الفارين من اضطهاد الهوجوينت. الموجة الثانية من المستوطنين نسجوا الفستيان، وهو قماش خشن من الكتان والقطن. تم تسجيل حفر الفحم البحري في عام 1374. انتشر الطاعون في المدينة عام 1623.
خلال الحرب الأهلية الإنجليزية كان شعب بولتون متشددًا ودعم القضية البرلمانية. تعرضت حامية برلمانية في المدينة للهجوم مرتين دون نجاح ولكن في 28 مايو 1644 هاجم الجيش الملكي للأمير روبرت بقوات تحت قيادة إيرل ديربي مرة أخرى. أصبح الهجوم معروفًا باسم مذبحة بولتون التي قُتل فيها 1500 وأُسر 700 ونُهبت البلدة. اتخذ المهاجمون إشارة إلى المدينة باسم «جنيف الشمال»، في إشارة إلى المذهب الكالفيني المهيمن في جنيف على الرغم من أن المؤرخ مالكولم هاردمان يقول إن هذا الوصف يحمل «تهيجًا أكثر منه دقة». في نهاية الحرب الأهلية حوكم اللورد ديربي كخائن في تشيستر وحُكم عليه بالإعدام. عندما رُفض استئنافه للعفو أمام البرلمان حاول الفرار ولكن أُعيد القبض عليه وأُعدم بسبب دوره في المذبحة التي وقعت خارج يي أولد مان آند سكيث إن في 15 أكتوبر 1651.

## توأمة
لبولتن اتفاقيات توأمة مع كل من:
- بادربورن (1975 -)
- لو مان

## أعلام
- نورمان ديفيز
- نات لافتهوس
- توماس كول
- جيسون كيني
- صموئيل كرومبتون
- تشارلي ساغار
- جون سبنسر
- هاري نوتال
- كيني دافنبورت
- ألبرت شيبرد